# Saint-Micaud
Saint-Micaud és un municipi francès situat al departament de Saona i Loira i a la regió de Borgonya - Franc Comtat. L'any 2009 tenia 244 habitants.

## Història
| Data d'elecció                           | Identitat      | Partit | Qualitat |
| ---------------------------------------- | -------------- | ------ | -------- |
| 1952-1989                                | Pierre Labry   |        |          |
| 1989-2008                                | André Lagrange |        |          |
| 2008-                                    | Bernard Répy   |        |          |
| les dades anteriors no són pas conegudes |                |        |          |
|                                          |                |        |          |

## Demografia
| A partir de 1990: Població sense dobles comptes |